# Selaginella homaliae
Selaginella homaliae är en mosslummerväxtart som beskrevs av Addison Brown. Selaginella homaliae ingår i släktet mosslumrar, och familjen mosslummerväxter. Inga underarter finns listade i Catalogue of Life.